# Motore Internazionale dell'Anno
Il Motore Internazionale dell'Anno (in inglese International Engine of the Year) è una competizione annuale a cui prendono parte giornalisti e Case automobilistiche provenienti da tutto il mondo.
È organizzata interamente dal Regno Unito dal 1999, anno in cui si è disputata la prima edizione. Anno dopo anno, i giudizi della giuria giornalistica internazionale, hanno acquisito sempre più influenza nel mercato dell'auto tanto che la manifestazione è considerata come una fonte di stimolo per la produzione di motori sempre più efficienti.

## Vincitori annuali
| Categoria                        | 1999                             | 2000                              | 2001                                      | 2002                                                  | 2003                                          | 2004                                                                                  | 2005                                                                                  | 2006 | 2007 | 2008 | 2009 | 2010 | 2011 | 2012 | 2013 | 2014 | 2015                                                           | 2016                                                                            | 2017                                                                            | 2018 | 2019                                              |
| International Engine of the Year | Toyota 1SZ-FE 1.0L Yaris         | Honda 1.0L IMA Insight            | BMW S54 3.2L M3                           | BMW N62 4.4L Valvetronic                              | Mazda 1.3L Renesis RX-8                       | Toyota 1NZ-FXE 1.5L Hybrid Synergy Drive Prius                                        | BMW S85B50 5.0L V10 M5/M6                                                             | BMW S85B50 5.0L V10 M5/M6 | BMW 3.0L N54B30 Twin Turbo 135i/335i/535i/X6 | BMW 3.0L N54B30 Twin Turbo 135i/335i/535i/X6 | Volkswagen 1.4L TSI "Twincharger" Golf/Scirocco/Eos/Jetta/Touran/Tiguan Ibiza Cupra | Volkswagen 1.4L TSI "Twincharger" Golf/Scirocco/Eos/Jetta/Touran/Tiguan Ibiza Cupra | Fiat 875cc TwinAir Fiat 500 | Ford 999cc EcoBoost tre cilindri Turbo Ford Focus/B-Max/C-Max/Grand C-Max/Fiesta | Ford 999cc EcoBoost tre cilindri Turbo Ford Focus/B-Max/C-Max/Grand C-Max/Fiesta | Ford 999cc EcoBoost tre cilindri Turbo Ford Focus/B-Max/C-Max/Grand C-Max/Fiesta | BMW B381.5L tre cilindri (ibrido benzina) BMW i8(362 cv)       | Ferrari F154 3.9L biturbo V8 Ferrari 488 (669 cv)                               | Ferrari F154 3.9L biturbo V8 Ferrari 488 (669 cv)                               | Ferrari F154 3.9L biturbo V8 Ferrari 488 (669 cv) | Ferrari F154 3.9L biturbo V8 Ferrari 488 (669 cv) |
| Best New Engine                  | Non assegnato                    | Non assegnato                     | BMW S54 3.2L M3                           | BMW N62 4.4L Valvetronic                              | Mazda 1.3L Renesis RX-8                       | Toyota 1NZ-FXE 1.5L Hybrid Synergy Drive Prius                                        | BMW S85 5.0L V10 M5/M6                                                                | Volkswagen 1.4L TSi "Twincharger" Golf | BMW 3.0L N54B30 Twin Turbo 335i | BMW N47D 2.0L Diesel Twin Turbo 123d | Porsche 3.8L Flat Six 911 Carrera S | Fiat 1.4L MultiAir Turbo Alfa Romeo MiTo/Giulietta | Fiat 875cc TwinAir Fiat 500 | Ford 999 cc EcoBoost tre cilindri Turbo Ford Focus | Volkswagen 1.4L TSI ACT Golf | Mercedes-AMG M133 2.0L turbo A45, CLA45, GLA45(360cv) | BMW B381.5 L tre cilindri (ibrido benzina) BMW i8(362 cv)      | Ferrari F154 3.9L biturbo V8 Ferrari 488 (669cv)                                | Honda 3.5L V6 (ibrido benzina) Honda NSX                                        | Ferrari F140 6.5L V12 Ferrari 812 Superfast | Jaguar-Land Rover (elettrico) Jaguar I-Pace       |
| Best Fuel Economy /Green Engine  | Volkswagen 1.2L TDI              | Honda 1.0L IMA Insight            | Honda 1.0L IMA Insight                    | Honda 1.0L IMA Insight                                | Honda 1.3L IMA Civic                          | Honda 1.3L IMA Civic                                                                  | Toyota 1NZ-FXE 1.5 L Hybrid Synergy Drive Prius                                       | Toyota 1NZ-FXE 1.5 L Hybrid Synergy Drive Prius | Toyota 1NZ-FXE 1.5 L Hybrid Synergy Drive Prius | Toyota 1NZ-FXE 1.5 L Hybrid Synergy Drive Prius | Volkswagen 1.4L TSI "Twincharger" Golf/Scirocco/Eos/Jetta/Touran/Tiguan Ibiza Cupra | Toyota 2ZR-FXE 1.8L Hybrid Toyota Prius/Auris | Fiat 875cc TwinAir Fiat 500 | GM 1.4L Ecotec range extender Chevrolet Volt, Opel Ampera | Fiat 875cc TwinAir CNG Fiat 500 | Tesla (elettrico) Tesla Model S (306cv, 367cv, 422cv) | Tesla (elettrico) Tesla Model S (306cv, 367cv, 422cv)          | Tesla (elettrico) Tesla Model S (306cv, 367cv, 422cv)                           | Tesla (elettrico) Tesla Model S (306cv, 367cv, 422cv)                           | Tesla (elettrico) Tesla Model S (306cv, 367cv, 422cv) | Non assegnato                                     |
| Best Performance Engine          | Non assegnato                    | Non assegnato                     | Non assegnato                             | Non assegnato                                         | Mercedes-AMG M113 E55 5.4 L CL55/E55/S55/SL55 | Mercedes-AMG M275 6.0 L V12 S65/CL65/SL65                                             | BMW S85B50 5.0 L V10 M5/M6                                                            | BMW S85B50 5.0 L V10 M5/M6 | BMW S85B50 5.0 L V10 M5/M6 | Porsche 3.6 L Turbo 911 Turbo/ GT2 | Mercedes-AMG M156 6.2 L V8 CLK63/S63/SL63/CL63/CLS63/ML63 | Mercedes-AMG M156 6.2 L V8 CLK63/S63/SL63/CL63/CLS63/ML63 | Ferrari F136FB 4.5 L V8 458 Italia/458 Spider | Ferrari F136FB 4.5 L V8 458 Italia/458 Spider | Ferrari F140FC 6.3 L V12 Ferrari F12 Berlinetta | Ferrari F136 4.5 L V8 458 Italia/458 Spider/458 Speciale | Ferrari F136 4.5 L V8 458 Italia/458 Spider/458 Speciale       | Ferrari F154 3.9L biturbo V8 Ferrari 488 (669 cv)                               | Ferrari F154 3.9L biturbo V8 Ferrari 488 (669 cv)                               | Ferrari F154 3.9L biturbo V8 Ferrari 488 (669 cv) | Ferrari F154 3.9L biturbo V8 Ferrari 488 (669 cv) |
| Sub 1.0L                         | Toyota 1SZ-FE 1.0 L Yaris        | Honda 1.0 L Honda Insight Insight | Honda 1.0 L Honda Insight Insight         | Honda 1.0 L Honda Insight Insight                     | Honda 1.0 L Honda Insight Insight             | Honda 1.0 L Honda Insight Insight                                                     | Honda 1.0 L Honda Insight Insight                                                     | Honda 1.0 L Honda Insight Insight | Toyota 1KR-FE 1.0 L 3-Cylinder VVT-i Aygo/iQ/Toyota Yaris/C1/107/Justy | Toyota 1KR-FE 1.0 L 3-Cylinder VVT-i Aygo/iQ/Toyota Yaris/C1/107/Justy | Toyota 1KR-FE 1.0 L 3-Cylinder VVT-i Aygo/iQ/Toyota Yaris/C1/107/Justy | Toyota 1KR-FE 1.0 L 3-Cylinder VVT-i Aygo/iQ/Toyota Yaris/C1/107/Justy | Fiat 875cc TwinAir Fiat 500 | Fiat 875cc TwinAir Fiat 500 | Ford 999 cc EcoBoost tre cilindri Turbo Ford Focus | Ford 999 cc EcoBoost tre cilindri Turbo Ford Focus | Ford 999 cc EcoBoost tre cilindri Turbo Ford Focus             | Ford 999 cc EcoBoost tre cilindri Turbo Ford Focus                              | Ford 999 cc EcoBoost tre cilindri Turbo Ford Focus                              | Volkswagen 1.0L tre cilindri turbo Volkswagen Up/Polo/Golf/T-Roc/T-Cross Audi A1/A3/Q2, Seat Ibiza/Arona/Toledo/Ateca/Leon, Škoda Fabia/Rapid/Kamiq/Karoq/Scala | Non assegnato                                     |
| 1.0L to 1.4L                     | Volkswagen 1.2 L TDi             | Toyota 2NZ-FE 1.3 L VVT-i         | Volkswagen 1.4 L TDi                      | Honda 1.3 L IMA Civic                                 | Honda 1.3 L IMA Civic                         | Honda 1.3 L IMA Civic                                                                 | Fiat-GM 1.3 L TDi                                                                     | Volkswagen 1.4 L TSI Twincharger VW Polo, Maggiolino, Golf,Golf Plus,Golf Cabriolet, Scirocco, Eos, Jetta, Tiguan, Sharan, Touran,CrossTouran,CrossTouran CNG, Passat CNG/ Audi A1, Audi A3/ SEAT Ibiza FR,Ibiza Cupra,Ibiza Cupra Boncanegra, Leon Cupra, Alhambra/ Skoda Fabia RS | Volkswagen 1.4 L TSI Twincharger VW Polo, Maggiolino, Golf,Golf Plus,Golf Cabriolet, Scirocco, Eos, Jetta, Tiguan, Sharan, Touran,CrossTouran,CrossTouran CNG, Passat CNG/ Audi A1, Audi A3/ SEAT Ibiza FR,Ibiza Cupra,Ibiza Cupra Boncanegra, Leon Cupra, Alhambra/ Skoda Fabia RS | Volkswagen 1.4 L TSI Twincharger VW Polo, Maggiolino, Golf,Golf Plus,Golf Cabriolet, Scirocco, Eos, Jetta, Tiguan, Sharan, Touran,CrossTouran,CrossTouran CNG, Passat CNG/ Audi A1, Audi A3/ SEAT Ibiza FR,Ibiza Cupra,Ibiza Cupra Boncanegra, Leon Cupra, Alhambra/ Skoda Fabia RS | Volkswagen 1.4 L TSI Twincharger VW Polo, Maggiolino, Golf,Golf Plus,Golf Cabriolet, Scirocco, Eos, Jetta, Tiguan, Sharan, Touran,CrossTouran,CrossTouran CNG, Passat CNG/ Audi A1, Audi A3/ SEAT Ibiza FR,Ibiza Cupra,Ibiza Cupra Boncanegra, Leon Cupra, Alhambra/ Skoda Fabia RS | Volkswagen 1.4 L TSI Twincharger VW Polo, Maggiolino, Golf,Golf Plus,Golf Cabriolet, Scirocco, Eos, Jetta, Tiguan, Sharan, Touran,CrossTouran,CrossTouran CNG, Passat CNG/ Audi A1, Audi A3/ SEAT Ibiza FR,Ibiza Cupra,Ibiza Cupra Boncanegra, Leon Cupra, Alhambra/ Skoda Fabia RS | Volkswagen 1.4 L TSI Twincharger VW Polo, Maggiolino, Golf,Golf Plus,Golf Cabriolet, Scirocco, Eos, Jetta, Tiguan, Sharan, Touran,CrossTouran,CrossTouran CNG, Passat CNG/ Audi A1, Audi A3/ SEAT Ibiza FR,Ibiza Cupra,Ibiza Cupra Boncanegra, Leon Cupra, Alhambra/ Skoda Fabia RS | Volkswagen 1.4 L TSI Twincharger VW Polo, Maggiolino, Golf,Golf Plus,Golf Cabriolet, Scirocco, Eos, Jetta, Tiguan, Sharan, Touran,CrossTouran,CrossTouran CNG, Passat CNG/ Audi A1, Audi A3/ SEAT Ibiza FR,Ibiza Cupra,Ibiza Cupra Boncanegra, Leon Cupra, Alhambra/ Skoda Fabia RS | Volkswagen 1.4 L TSI Twincharger VW Polo, Maggiolino, Golf,Golf Plus,Golf Cabriolet, Scirocco, Eos, Jetta, Tiguan, Sharan, Touran,CrossTouran,CrossTouran CNG, Passat CNG/ Audi A1, Audi A3/ SEAT Ibiza FR,Ibiza Cupra,Ibiza Cupra Boncanegra, Leon Cupra, Alhambra/ Skoda Fabia RS | Volkswagen 1.4 L TSI Twincharger VW Polo, Maggiolino, Golf,Golf Plus,Golf Cabriolet, Scirocco, Eos, Jetta, Tiguan, Sharan, Touran,CrossTouran,CrossTouran CNG, Passat CNG/ Audi A1, Audi A3/ SEAT Ibiza FR,Ibiza Cupra,Ibiza Cupra Boncanegra, Leon Cupra, Alhambra/ Skoda Fabia RS | PSA 1.2L tre cilindri turbo Peugeot 208, 2008, 308, 3008, 5008 | PSA 1.2L tre cilindri turbo Peugeot 208, 2008, 308, 3008, 5008                  | PSA 1.2L tre cilindri turbo Peugeot 208, 2008, 308, 3008, 5008                  | PSA 1.2L tre cilindri turbo Peugeot 208, 2008, 308, 3008, 5008                                                                                                  | Non assegnato                                     |
| 1.4L to 1.8L                     | Toyota 1NZ-FXE Hybrid Prius      | Honda Accord 1.8 L                | BMW N42 1.8 L Valvetronic                 | Toyota 2ZZ-GE 1.8 L VVTL-i Celica/Corolla/Elise/Exige | BMW 1.6 L Supercharged MINI Cooper S          | Toyota 1NZ-FXE 1.5 L Hybrid Synergy Drive Prius                                       | Toyota 1NZ-FXE 1.5 L Hybrid Synergy Drive Prius                                       | Toyota 1NZ-FXE 1.5 L Hybrid Synergy Drive Prius | BMW–PSA 1.6 L Turbo Motore Prince MINI Hatchback, Clubman, Countryman, Coupe/Roadster Peugeot 207,207 CC, 208, 308,308 CC, RCZ, 3008, 508, 5008 DS3,DS3 Racing, DS4,DS4 Racing, Citroën C5, DS5, C4 Picasso,Grand Picasso                                                           | BMW–PSA 1.6 L Turbo Motore Prince MINI Hatchback, Clubman, Countryman, Coupe/Roadster Peugeot 207,207 CC, 208, 308,308 CC, RCZ, 3008, 508, 5008 DS3,DS3 Racing, DS4,DS4 Racing, Citroën C5, DS5, C4 Picasso,Grand Picasso                                                           | BMW–PSA 1.6 L Turbo Motore Prince MINI Hatchback, Clubman, Countryman, Coupe/Roadster Peugeot 207,207 CC, 208, 308,308 CC, RCZ, 3008, 508, 5008 DS3,DS3 Racing, DS4,DS4 Racing, Citroën C5, DS5, C4 Picasso,Grand Picasso                                                           | BMW–PSA 1.6 L Turbo Motore Prince MINI Hatchback, Clubman, Countryman, Coupe/Roadster Peugeot 207,207 CC, 208, 308,308 CC, RCZ, 3008, 508, 5008 DS3,DS3 Racing, DS4,DS4 Racing, Citroën C5, DS5, C4 Picasso,Grand Picasso                                                           | BMW–PSA 1.6 L Turbo Motore Prince MINI Hatchback, Clubman, Countryman, Coupe/Roadster Peugeot 207,207 CC, 208, 308,308 CC, RCZ, 3008, 508, 5008 DS3,DS3 Racing, DS4,DS4 Racing, Citroën C5, DS5, C4 Picasso,Grand Picasso                                                           | BMW–PSA 1.6 L Turbo Motore Prince MINI Hatchback, Clubman, Countryman, Coupe/Roadster Peugeot 207,207 CC, 208, 308,308 CC, RCZ, 3008, 508, 5008 DS3,DS3 Racing, DS4,DS4 Racing, Citroën C5, DS5, C4 Picasso,Grand Picasso                                                           | BMW–PSA 1.6 L Turbo Motore Prince MINI Hatchback, Clubman, Countryman, Coupe/Roadster Peugeot 207,207 CC, 208, 308,308 CC, RCZ, 3008, 508, 5008 DS3,DS3 Racing, DS4,DS4 Racing, Citroën C5, DS5, C4 Picasso,Grand Picasso                                                           | BMW–PSA 1.6 L Turbo Motore Prince MINI Hatchback, Clubman, Countryman, Coupe/Roadster Peugeot 207,207 CC, 208, 308,308 CC, RCZ, 3008, 508, 5008 DS3,DS3 Racing, DS4,DS4 Racing, Citroën C5, DS5, C4 Picasso,Grand Picasso                                                           | BMW B38 1.5 L tre cilindri (ibrido benzina) BMW i8 (362 cv)    | BMW B38 1.5 L tre cilindri (ibrido benzina) BMW i8 (362 cv)                     | BMW B38 1.5 L tre cilindri (ibrido benzina) BMW i8 (362 cv)                     | BMW B38 1.5 L tre cilindri (ibrido benzina) BMW i8 (362 cv) | Non assegnato                                     |
| 1.8L to 2.0L                     | Volkswagen 1.9 L 110PS TDi       | Honda S2000 2.0 L                 | Honda S2000 2.0 L                         | Honda S2000 2.0 L                                     | Honda S2000 2.0 L                             | Volkswagen 2.0 L FSI Turbo A3/A4/A5/A6/TT/Q7/Eos/Jetta/Golf GTi/Scirocco/Octavia/Leon | Volkswagen 2.0 L FSI Turbo A3/A4/A5/A6/TT/Q7/Eos/Jetta/Golf GTi/Scirocco/Octavia/Leon | Volkswagen 2.0 L FSI Turbo A3/A4/A5/A6/TT/Q7/Eos/Jetta/Golf GTi/Scirocco/Octavia/Leon | Volkswagen 2.0 L FSI Turbo A3/A4/A5/A6/TT/Q7/Eos/Jetta/Golf GTi/Scirocco/Octavia/Leon | Volkswagen 2.0 L FSI Turbo A3/A4/A5/A6/TT/Q7/Eos/Jetta/Golf GTi/Scirocco/Octavia/Leon | Audi 2.0 L TFSI A4/A5/Q5/Golf GTI | BMW N47D 2.0 L Diesel Twin Turbo 123d/X1 XDrive23d | BMW N47D 2.0 L Diesel Twin Turbo 123d/X1 XDrive23d | BMW N20B20 2.0 L turbo 125i/320i/328i/520i/ Z4 20i/Z4 s Drive 28i/ X1 20i/X1 28i/X3 20i | BMW N20B20 2.0 L turbo 125i/320i/328i/520i/ Z4 20i/Z4 s Drive 28i/ X1 20i/X1 28i/X3 20i | Mercedes-AMG M133 2.0L turbo A45, CLA45, GLA45 (360cv) | Mercedes-AMG M133 2.0L turbo A45, CLA45, GLA45 (360cv)         | Mercedes-AMG M133 2.0L turbo A45, CLA45, GLA45 (360cv)                          | Porsche 2.0L turbo 718 Boxster/Cayman                                           | Porsche 2.0L turbo 718 Boxster/Cayman | Non assegnato                                     |
| 2.0L to 2.5L                     | Audi 2.5 L V6 TDi                | Alfa Romeo 2.5 L V6               | PSA Peugeot Citroën DW12 2.2 L HDi C5/607 | PSA Peugeot Citroën DW12 2.2 L HDi C5/607             | BMW M54 2.5 L 325i/X3/525i/Z4                 | BMW M54 2.5 L 325i/X3/525i/Z4                                                         | Honda 2.2 L i-CTDi                                                                    | Subaru 2.5 L turbo EJ255 Impreza / Forester / 9-3X | BMW 2.5 L N52B25 325/525/X3/Z4 | Subaru EJ257 2.5 L Boxer Turbo Forester/Impreza | Mercedes-Benz OM651 2.1 L Diesel BlueEfficiency Classe E/BlueEffciency Classe C | Audi 2.5 L 20v Cinque cilindri Turbo Audi TT RS/Audi RS3 | Audi 2.5 L 20v Cinque cilindri Turbo Audi TT RS/Audi RS3 | Audi 2.5 L 20v Cinque cilindri Turbo Audi TT RS/Audi RS3 | Audi 2.5 L 20v Cinque cilindri Turbo Audi TT RS/Audi RS3 | Audi 2.5 L 20v Cinque cilindri Turbo Audi TT RS/Audi RS3 | Audi 2.5 L 20v Cinque cilindri Turbo Audi TT RS/Audi RS3       | Audi 2.5 L 20v Cinque cilindri Turbo Audi TT RS/Audi RS3                        | Audi 2.5 L 20v Cinque cilindri Turbo Audi TT RS/Audi RS3                        | Audi 2.5 L 20v Cinque cilindri Turbo Audi TT RS/Audi RS3 | Non assegnato                                     |
| 2.5L to 3.0L                     | BMW M57D30 2.9 L TDi             | BMW M57D30 2.9 L TDi              | BMW M57D30 2.9 L TDi                      | BMW M57D30 2.9 L TDi                                  | Mazda 1.3 L Renesis RX-8                      | Mazda 1.3 L Renesis RX-8                                                              | BMW M57TUD30 3.0 L Twin-Turbo 535d                                                    | BMW M57TUD30 3.0 L Twin-Turbo 535d | BMW 3.0 L N54B30 Twin Turbo 135i/1 M Coupe/335i/535i/ X3 35i/X5 35i/X6 35i/Z4/640i/740i | BMW 3.0 L N54B30 Twin Turbo 135i/1 M Coupe/335i/535i/ X3 35i/X5 35i/X6 35i/Z4/640i/740i | BMW 3.0 L N54B30 Twin Turbo 135i/1 M Coupe/335i/535i/ X3 35i/X5 35i/X6 35i/Z4/640i/740i | BMW 3.0 L N54B30 Twin Turbo 135i/1 M Coupe/335i/535i/ X3 35i/X5 35i/X6 35i/Z4/640i/740i | BMW 3.0 L N54B30 Twin Turbo 135i/1 M Coupe/335i/535i/ X3 35i/X5 35i/X6 35i/Z4/640i/740i | BMW 3.0 L N54B30 Twin Turbo 135i/1 M Coupe/335i/535i/ X3 35i/X5 35i/X6 35i/Z4/640i/740i | Porsche 2.7 L DI Boxter/Cayman | BMW 3-litre twin-power turbo six-cylinder gasoline N55 135i/235i/335i/335is/535i/640i/X3 35i/X5 35i/X6 35i/Z4/740i | BMWS55B30T0 BMW M3, M4                                         | Porsche 3.0 L Twin Turbo 911 Carrera/911 Carrera 4/911 Carrera S/911 Carrera 4S | Porsche 3.0 L Twin Turbo 911 Carrera/911 Carrera 4/911 Carrera S/911 Carrera 4S | Porsche 3.0 L Twin Turbo 911 Carrera/911 Carrera 4/911 Carrera S/911 Carrera 4S                                                                                 | Non assegnato                                     |
| 3.0L to 4.0L                     | BMW M67D39 3.9 L V8 TDi E38 740d | BMW M67D39 3.9 L V8 TDi E38 740d  | BMW S54B32 3.2 L M3                       | BMW S54B32 3.2 L M3                                   | BMW S54B32 3.2 L M3                           | BMW S54B32 3.2 L M3                                                                   | BMW S54B32 3.2 L M3                                                                   | BMW S54B32 3.2 L M3 | Porsche 3.6 L turbo 911 Turbo | BMW S65B40 4.0 L V8 M3 | BMW S65B40 4.0 L V8 M3 | BMW S65B40 4.0 L V8 M3 | BMW S65B40 4.0 L V8 M3 | BMW S65B40 4.0 L V8 M3 | McLaren M838T 3.8 L V8 MP4-12C/650S/P1 | McLaren M838T 3.8 L V8 MP4-12C/650S/P1 | McLaren M838T 3.8 L V8 MP4-12C/650S/P1                         | FerrariF154 3.9L biturbo V8 Ferrari 488 (669 cv)                                | FerrariF154 3.9L biturbo V8 Ferrari 488 (669 cv)                                | FerrariF154 3.9L biturbo V8 Ferrari 488 (669 cv) | Non assegnato                                     |
| Above 4.0L                       | BMW M73 5.4 L V12                | Ferrari F133 5.5 L V12 456/550    | Ferrari F133 5.5 L V12 456/550            | BMW N62B44 4.4 L Valvetronic                          | Volkswagen Touareg/Phaeton 5.0 L V10 TDi      | Volkswagen Touareg/Phaeton 5.0 L V10 TDi                                              | BMW S85B50 5.0 L V10 M5/M6                                                            | BMW S85B50 5.0 L V10 M5/M6 | BMW S85B50 5.0 L V10 M5/M6 | BMW S85B50 5.0 L V10 M5/M6 | Mercedes-AMG M156 6.2 L V8 CLK63/S63/SL63/CL63/CLS63/ML63 | Mercedes-AMG M156 6.2 L V8 CLK63/S63/SL63/CL63/CLS63/ML63 | Ferrari F136FB 4.5 L V8 458 Italia/458 Spider | Ferrari F136FB 4.5 L V8 458 Italia/458 Spider | Ferrari F140 6.3 L V12 Ferrari F12Berlinetta | Ferrari F136 4.5 L V8 458 Italia/458 Spider/458 Speciale | Ferrari F136 4.5 L V8 458 Italia/458 Spider/458 Speciale       | Ferrari F140 FC 6.3L V12 Ferrari F12 tdf (780cv)                                | Ferrari F140 FC 6.3L V12 Ferrari F12 tdf (780cv)                                | Ferrari F140 6.5L V12 Ferrari 812 Superfast | Non assegnato                                     |
| Best Concept                     | DaimlerChrysler Necar 4          | DaimlerChrysler Necar 4           | Saab Variable Compression (S.V.C.)        | GM AUTOnomy                                           | Non assegnato                                 | Non assegnato                                                                         | Non assegnato                                                                         | Non assegnato | Non assegnato | Non assegnato | Non assegnato | Non assegnato | Non assegnato | Non assegnato | Non assegnato | Non assegnato | Non assegnato                                                  | Non assegnato                                                                   | Non assegnato                                                                   | Non assegnato | Non assegnato                                     |
| Best Eco-friendly                | Toyota 1NZ-FXE Prius Hybrid      | Toyota 1NZ-FXE Prius Hybrid       | Non assegnato                             | Non assegnato                                         | Non assegnato                                 | Non assegnato                                                                         | Non assegnato                                                                         | Non assegnato | Non assegnato | Non assegnato | Non assegnato | Non assegnato | Non assegnato | Non assegnato | Non assegnato | Non assegnato | Non assegnato                                                  | Non assegnato                                                                   | Non assegnato                                                                   | Non assegnato | Non assegnato                                     |
| Categoria                        | 1999                             | 2000                              | 2001                                      | 2002                                                  | 2003                                          | 2004                                                                                  | 2005                                                                                  | 2006 | 2007 | 2008 | 2009 | 2010 | 2011 | 2012 | 2013 | 2014 | 2015                                                           | 2016                                                                            |                                                                                 | |                                                   |

## Classifica per costruttori
| Costruttore         | N° premi |
| BMW                 | 55       |
| Volkswagen/Audi     | 26       |
| Honda               | 22       |
| Toyota              | 22       |
| Daimler             | 9        |
| Fiat/Alfa Romeo     | 7        |
| Ferrari             | 6        |
| BMW-PSA             | 5        |
| Ford                | 4        |
| Mazda               | 4        |
| GM                  | 3        |
| McLaren             | 3        |
| Porsche             | 3        |
| PSA Peugeot Citroën | 3        |
| Subaru              | 2        |

## Classifica per nazioni
| Nazione       | Vittorie |
| Germania      | 89       |
| Giappone      | 50       |
| USA           | 16       |
| Italia        | 13       |
| Francia       | 3        |
| Gran Bretagna | 3        |